# Gerbillurus vallinus
Gerbillurus vallinus  (Thomas, 1918) è un roditore della famiglia dei Muridi diffuso nell'Africa meridionale.

## Descrizione

### Dimensioni
Roditore di piccole dimensioni, con la lunghezza totale tra 215 e 266 mm, la lunghezza della coda tra 119 e 156 mm, la lunghezza del piede tra 30 e 34 mm, la lunghezza delle orecchie tra 14 e 16 mm e un peso fino a 43 g.

### Aspetto
La pelliccia è lunga e soffice. Le parti superiori variano dal bruno-rossiccio al bruno-grigiastro scuro, mentre le parti ventrali e le zampe sono bianche. Sono presenti delle macchie bianche sopra ogni occhio e alla base e dietro ogni orecchio. La coda è più lunga della testa e del corpo, scura sopra, chiara sotto e con un ciuffo terminale di lunghi peli che variano dal rosso scuro al nero.

## Biologia

### Comportamento
È una specie terricola, gregaria e notturna. Costruisce complessi sistemi di tane e cunicoli

### Alimentazione
Si nutre di semi, foglie e artropodi.

### Riproduzione
Le femmine danno alla luce 1-5 piccoli alla volta. Vengono svezzati dopo 23-28 giorni.

## Distribuzione e habitat
Questa specie è diffusa nell'Africa sud-orientale dalla Namibia centrale al Sudafrica nord-occidentale.
Vive nelle pianure ghiaiose, terreni sabbiosi solidi e letti dei fiumi asciutti.

## Tassonomia
Sono state riconosciute 2 sottospecie:
- G.v.vallinus: Provincia sudafricana del Capo Settentrionale nord-occidentale;
- G.v.seeheimi (Lundholm, 1955): Namibia centrale e meridionale.

## Conservazione
La IUCN Red List, considerato il vasto areale e la popolazione numerosa, classifica G.vallinus come specie a rischio minimo (Least Concern).